# Pai Bobó de Iansã
José Bispo dos Santos ou Bobó de Iansã (Salvador, 1914 - São Paulo, 1993), foi uma das figuras centrais no processo de expansão que o Candomblé baiano realizou no período posterior a 1950 em direção ao sudeste. Tendo passado pelo Rio de Janeiro no período de 1950 a 1957, foi em São Paulo a partir do ano de 1957 que desenvolveu seu axé por mais tempo ao fundar o Ilê Oiá Messã Orum no município do Guarujá e Rio Branco Ali Pai Bobó plantou seu axé por longas décadas, quando no ano de 1993 veio a falecer.
Mas o trabalho estava feito e os candomblés de São Paulo já poderiam se orgulhar de possuir casas com tradição e muito Axé, orgulho em grande medida construído por Seu Bobó, seus inúmeros filhos de santo e, principalmente, pela sua famosa Iansã, a qual ao descer em suas festas deixava muitos sacerdotes de longa estrada com muita admiração.

## Ilê Oiá Messã Orum
O Ilê Oiá Messã Orum foi fundado por José Bispo dos Santos (Pai Bobó) no Estado de São Paulo. De onde iniciou muitos filhos de santo, dando continuidade ao Axé de Oxumarê, originário da Bahia. Pai Bobó foi iniciado por Iá Cotinha de Ieuá.
Segundo Reginaldo Prandi, sociólogo e pesquisador dos Candomblés no contexto paulista, pai Bobó de Iansã é figura central na constituição do candomblé em São Paulo, veja:
"O mais antigo terreiro de candomblé no Estado de São Paulo foi fundado, pelos dados de que disponho, em Santos, em 1958, por Seu Bobó. Vindo da Bahia, Seu Bobó, José Bispo dos Santos, hoje com 75 anos de idade [no momento da pesquisa em 1989], ficou no Rio de 1950 a 1957. Diz a lenda (Bobó já é, em vida, uma lenda do povo-de-santo de São Pado) que. Bobó, na Bahia, teria sido suspenso, isto é, escolhido por um orixá no transe, para ser ogã no terreiro de Maria Neném (Maria Genoveva do Bonfim), um dos importantes troncos do candomblé angola, e que depois teria frequentado a casa de Simpliciana (Simpliciana Maria da Encarnação), ialorixá do terreiro de Oxumarê (outro tronco fundante do candomblé em Salvador, hoje dirigido por Tia Nilzete [no momento da pesquisa em 1989 - ver casa de Oxumarê]). Acontece que um ogã não pode ser pai-de-santo, pois ele não tem a faculdade de entrarem transe. Comentei sobre essas coisas com ele e Seu Bobó me explicou: 'Estes meninos de hoje, o que eles sabem do tempo dos antigos? Eu sou do santo e estou no santo faz mais tempo que o avô deles. Mas quando eles precisam aprender alguma coisa eles pegam o ônibus lá no metrô e vêm tudo correndo aqui.' A casa-de-santo de Seu Bobó está há muito tempo no bairro do Itapema, Rua Projetada Caic, 63, município do Guarujá, do outro lado do canal do porto de Santos. Bobó é pai-de-santo de chefes de muitas casas de São Paulo, filhos que ele iniciou, ou que adotou ritualmente, como Roberto de Oxóssi"
Sobre a vida de Pai Bobó de Iansã, ou Seu Bobó, como muitos gostavam de chamar, a matéria jornalística de Roberto Rodrigues e Luiz Bicudo é esclarecedora, segue uma parte dela:
"Em julho de 1993 o Candomblé lamentou a morte de José Bispo dos Santos, um dos maiores responsáveis pela introdução da religião dos Orixás no Sudeste, especialmente em São Paulo. tornou-se famoso com o apelido de bobó de Iansã e em 1948 era citado por Edison Carneiro no livro Candomblés da Bahia entre os babalorixás que vinham adquirindo sucesso na cidade de Salvador.
Iniciado aos quatro anos de idade pela eminente ialorixá Cotinha de Ieuá, Pai Bobó honrou até os últimos dias a Casa de Oxumarê, não obstante suas estreitas ligações com o Gantois, pois Zezinho - como o chamava Mãe Menininha - não se furtava dos conselhos da grande mãe-de-santo, que ele adorava tanto, que no dia 13 de agosto de 1986, quando Mãe Menininha faleceu, entre lágrimas, fez o solene juramento de jamais voltar à Bahia. E cumpriu. A Bahia, contudo, vinha até Pai Bobó: tantos ogãs e matronas do Gantois, Mãe Nilzete de Iemanjá, então ialorixá do Axé Oxumarê, não perdiam as festas de Iansã, que levavam milhares de pessoas ao litoral paulista, mais especificamente à cidade do Guarujá, onde Pai Bobó plantou seu axé.
Pai Bobó deixou Salvador em 1950. Veio primeiramente para o Rio de janeiro e por alguns anos esteve ao lado de Joãozinho da Gomeia, auxiliando-o nas funções sacerdotais. Já em São Paulo, em 1957, fundou o Ilê Oiá Messã Orum, na cidade de Santos, comprovadamente o primeiro Candomblé do Estado.